# Fair Oaks (Oklahoma)
Fair Oaks is een plaats (town) in de Amerikaanse staat Oklahoma, en valt bestuurlijk gezien onder Rogers County en Wagoner County.

## Demografie
Bij de volkstelling in 2000 werd het aantal inwoners vastgesteld op 122.
In 2006 is het aantal inwoners door het United States Census Bureau geschat op 75, een daling van 47 (-38.5%).

## Geografie
Volgens het United States Census Bureau beslaat de plaats een oppervlakte van
45,0 km², waarvan 44,9 km² land en 0,1 km² water.

## Plaatsen in de nabije omgeving
De onderstaande figuur toont nabijgelegen plaatsen in een straal van 16 km rond Fair Oaks.